# گویبا
گویبا (به پرتغالی: Guaíba) یک منطقهٔ مسکونی در برزیل است که در ریو گرانده جنوبی واقع شده‌است. گویبا ۳۷۶٫۷۹ کیلومتر مربع مساحت و ۹۸٬۲۳۹ نفر جمعیت دارد و ۲۳ متر بالاتر از سطح دریا واقع شده‌است.